# Rubus lasiostylus
Rubus lasiostylus är en rosväxtart som beskrevs av Wilhelm Olbers Focke. Rubus lasiostylus ingår i släktet rubusar, och familjen rosväxter.

## Underarter
Arten delas in i följande underarter:
- R. l. dizygos
- R. l. eglandulosus
- R. l. hubeiensis
- R. l. hubeiensis
- R. l. tomentosus